# Struthanthus phillyreoides
Struthanthus phillyreoides là một loài thực vật có hoa trong họ Loranthaceae. Loài này được (Kunth) G.Don miêu tả khoa học đầu tiên năm 1834.